# Brończyn (gromada)
Brończyn – dawna gromada, czyli najmniejsza jednostka podziału terytorialnego Polskiej Rzeczypospolitej Ludowej w latach 1954–1972.
Gromady, z gromadzkimi radami narodowymi (GRN) jako organami władzy najniższego stopnia na wsi, funkcjonowały od reformy reorganizującej administrację wiejską przeprowadzonej jesienią 1954 do momentu ich zniesienia z dniem 1 stycznia 1973, tym samym wypierając organizację gminną w latach 1954–1972.
Gromadę Brończyn z siedzibą GRN w Brończynie utworzono – jako jedną z 8759 gromad na obszarze Polski – w powiecie kaliskim w woj. poznańskim, na mocy uchwały nr 22/54 WRN w Poznaniu z dnia 5 października 1954. W skład jednostki weszły obszary dotychczasowych gromad Brończyn, Główczyn, Bukowina, Gzików, Stok i Stok Nowy ze zniesionej gminy Błaszki w tymże powiecie. Dla gromady ustalono 18 członków gromadzkiej rady narodowej.
1 stycznia 1959 z gromady Brończyn wyłączono: a) miejscowość Główczyn, włączając ją do gromady Iwanowice; b) miejscowości Ołucza, Stok Nowy i Stożków, włączając je do gromady Sobiesęki ABC w tymże powiecie, po czym gromadę Brończyn zniesiono, a jej (pozostały) obszar włączono do gromady Borysławice tamże.